# 미트로비차 (코소보)

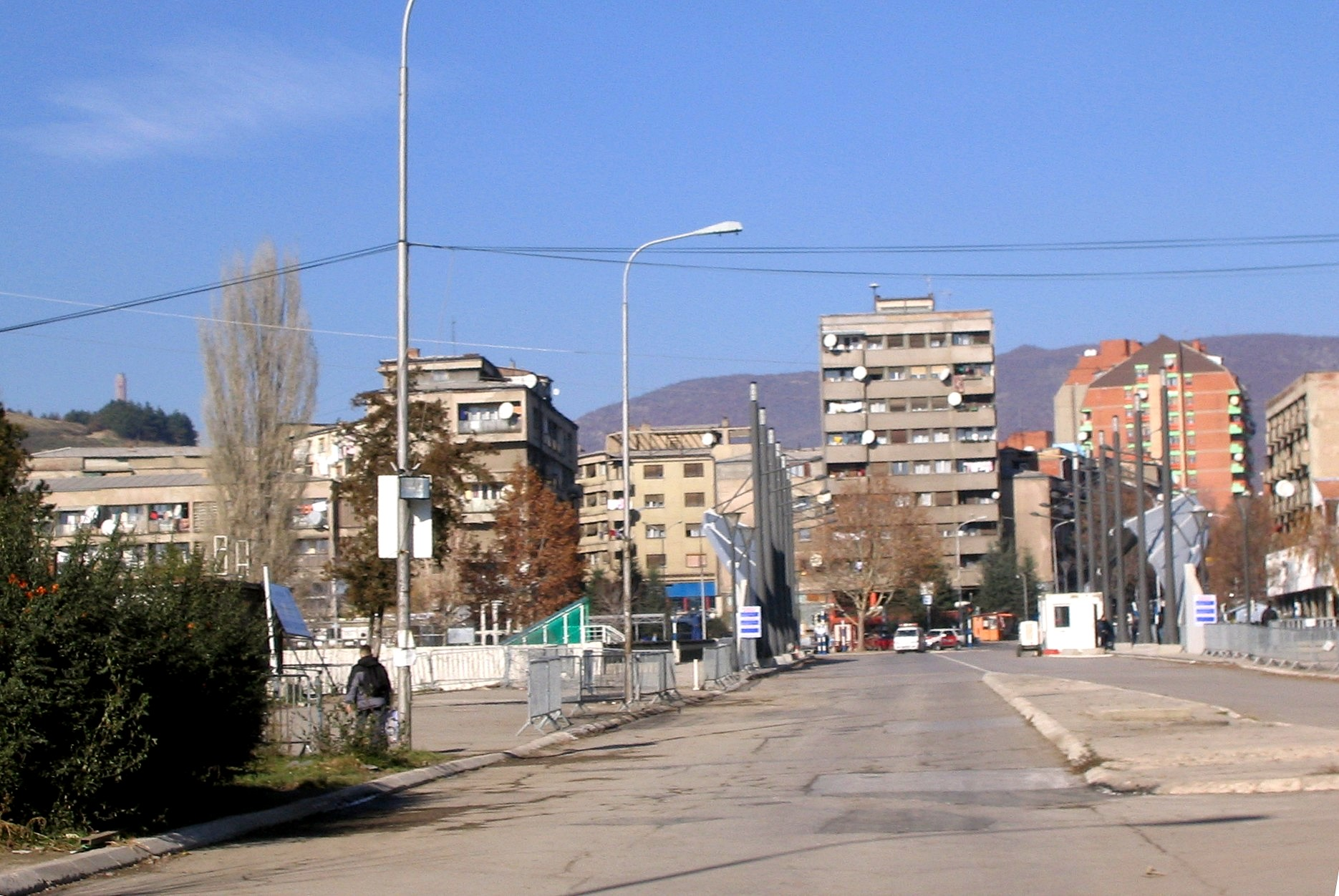
미트로비차

미트로비차(Mitrovica) 또는 미트로비처(알바니아어: Mitrovica/Mitrovicë) 또는 코소브스카미트로비차(세르비아어: Косовска Митровица, Kosovska Mitrovica)는 코소보 북부에 위치한 도시이다. 이 지역은 미트로비차구의 행정 중심지이다.
1999년에 있었던 코소보 전쟁으로 인해 이 도시는 북부의 세르비아계 지역과 남부의 알바니아계 지역으로 나뉘어 있다. 이 지역은 북코소보의 코소보 세르비아인 거주지의 중심지이다.

## 인구
| 연도  | 인구    | ±%     |
| ----- | ------- | ------ |
| 1948  | 32,800  | —      |
| 1953  | 38,716  | +18.0% |
| 1961  | 50,747  | +31.1% |
| 1971  | 71,357  | +40.6% |
| 1981  | 87,531  | +22.7% |
| 1991  | 104,885 | +19.8% |
| 2011  | 84,235  | −19.7% |
| 출처: |         |        |

## 같이 보기
- 미트로비차
- 미트로비차구

- 북미트로비차

- 스렘스카미트로비차